# Браян Ідову
Браян Ідову (англ. Brian Idowu, рос. Брайан Идову, нар. 18 травня 1992, Санкт-Петербург) — нігерійський та російський футболіст, захисник національної збірної Нігерії.

## Клубна кар'єра
Народився 18 травня 1992 року в місті Санкт-Петербург. Батько — нігерієць, мати — наполовину росіянка, наполовину нігерійка. Народився і виріс в Санкт-Петербурзі, з трьох до шести років жив у Нігерії в місті Оверрі.

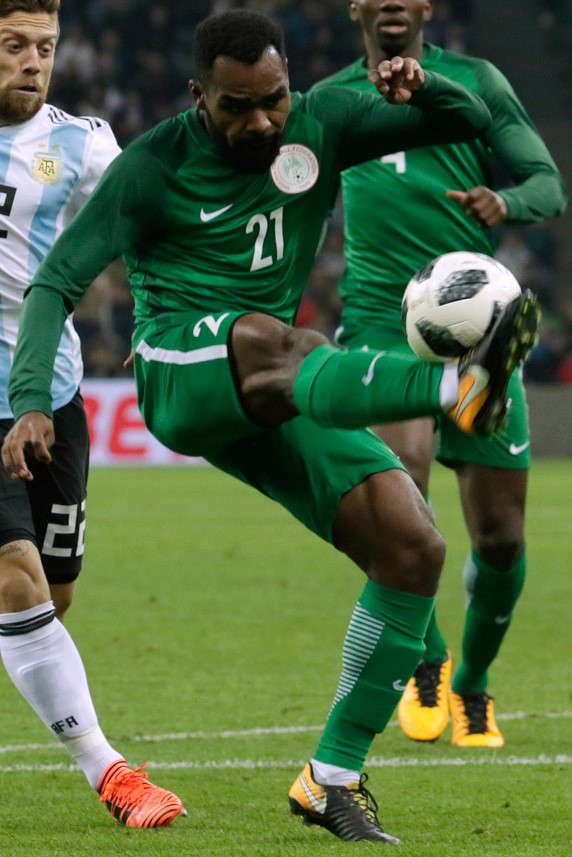
Ідову у складі збірної Нігерії. 14 листопада 2017 року.

Вихованець петербурзької «Зміни-Зеніт». Через високу конкуренцію не зміг пробитися в основний склад «Зеніту» і в 2010 році перейшов в «Амкар». 6 травня 2012 року у матчі проти «Терека» дебютував у Прем'єр-лізі. Влітку того ж року продовжив контракт з клубом до 2014 року, проте за основну команду майже не грав.
Влітку 2013 року для отримання ігрової практики на правах оренди перейшов в петербурзьке «Динамо». 7 серпня в матчі проти «Оренбурга» дебютував у ФНЛ. 12 травня 2014 року в поєдинку проти московського «Торпедо» Ідову забив свій перший гол за «Динамо».
Після закінчення оренди повернувся в «Амкар», продовживши контракт на три роки. У сезоні 2015/16 року став основним гравцем клубу. 20 квітня 2016 року в двобої Кубку Росії проти «Зеніту» забив перший гол за «Амкар». Загалом відіграв за пермську команду 87 матчів у національному чемпіонаті.

## Виступи за збірну
У 2014 році Ідову в інтерв'ю заявив, що мріє потрапити в збірну Росії, але і за збірну Нігерії грати б не відмовився. У 2017 році вирішив виступати за Нігерію, отримавши виклик для участі у товариських матчах. 14 листопада 2017 року в товариському матчі проти збірної Аргентини дебютував за збірну Нігерії, замінивши у другому таймі Ола Айна. У цьому ж поєдинку Браян забив свій перший гол за національну команду.
У травні 2018 року потрапив у розширений список команди на чемпіонат світу 2018 року в Росії.
| Дата       | Місто     | Господарі | Результат | Гості   | Турнір            | Голи | Примітки |
| ---------- | --------- | --------- | --------- | ------- | ----------------- | ---- | -------- |
| 14-11-2017 | Краснодар | Аргентина | 2 – 4     | Нігерія | товариський матч  | 1    | 46'      |
| 23-3-2018  | Вроцлав   | Польща    | 0 – 1     | Нігерія | Відбір до ЧС 2018 | -    |          |
| 27-3-2018  | Лондон    | Нігерія   | 0 – 2     | Сербія  | товариський матч  | -    |          |
| Усього     |           | Матчів    | 3         |         | Голів             | 1    |          |

## Титули і досягнення
- Володар Кубка Росії (1):

«Локомотив» (Москва): 2018-19
- Володар Суперкубка Росії (1):

«Локомотив» (Москва): 2019